# Plectris vittipennis
Plectris vittipennis är en skalbaggsart som beskrevs av Frey 1972. Plectris vittipennis ingår i släktet Plectris och familjen Melolonthidae. Inga underarter finns listade i Catalogue of Life.